# Mutual Reserve Building
El Mutual Reserve Building, también conocido como Langdon Building y 305 Broadway, es un edificio de oficinas en Broadway y Duane Street en el barrio de Tribeca de Manhattan en Nueva York (Estados Unidos). El edificio de 13 pisos, construido entre 1892 y 1894, fue diseñado por William H. Hume y construido por Richard Deeves, con Frederick H. Kindl como ingeniero estructural. Está justo al este del Centro Cívico de Manhattan y tiene las direcciones 305-309 Broadway y 91-99 Duane Street.
Fue diseñado en una variante del estilo neorománico inspirado en el trabajo de Henry Hobson Richardson. Su articulación consta de tres secciones horizontales similares a los componentes de una columna, a saber, una base, un eje y un capitel. La fachada está revestida de granito y piedra caliza, e incluye arcadas en sus pisos inferior y superior, pilares de bloques de piedra rústica y motivos decorativos foliados. La estructura fue una de las primeras en Nueva York en utilizar una estructura de acero en forma de jaula, una de las primeras versiones del rascacielos.
El Mutual Reserve Building recibió originalmente el nombre de su inquilino principal, Mutual Reserve Fund Life Association, y es propiedad de la familia del magnate naviero William Fletcher Weld. Después de que la Mutual Reserve Association quebró en 1909, 305 Broadway pasó a llamarse Edificio Langdon, en honor al hijo del propietario. La familia Weld vendió el edificio en 1920, y durante el resto del siglo, los principales inquilinos estaban en las industrias de publicación y papel, y también sirvió como la primera sede a largo plazo de la Comisión de Preservación de Monumentos Históricos de Nueva York desde 1967 hasta 1980. El Mutual Reserve Building es uno de los varios edificios de seguros de vida existentes en la sección más al sur de Broadway, y fue designado un hito de Nueva York en 2011.

## Sitio
El Mutual Reserve Building se encuentra en el barrio de Tribeca de Manhattan, al oeste del Civic Center. Tiene una fachada a lo largo de Broadway al este y Duane Street al sur. Los edificios y ubicaciones cercanos incluyen la tienda David S. Brown al noroeste; 311 Broadway y 315 Broadway al norte; el Jacob K. Javits Federal Building al este; y el Edificio Federal Ted Weiss y el Monumento Nacional del Cementerio Africano al sureste. Se extiende por las direcciones 305-309 Broadway y 91-99 Duane Street. El lote mide 22,9 por 37,2 m, con el lado más largo en Duane Street.

## Diseño
El edificio tiene 13 pisos de altura, con una altura de techo de 56 m. Fue diseñado por William H. Hume en una variante del estilo renacentista románico inspirado en el trabajo de Henry Hobson Richardson. Richard Deeves también participó como constructor principal, Frederick H. Kindl fue el ingeniero estructural en jefe, Carnegie Steel Company fue el proveedor de acero y Hanlein & Co. fue el contratista de piedra.
El diseño se inspiró en el del Lincoln Building de R. H. Robertson en Union Square. Ambas estructuras utilizan el estilo románico Richardson, específicamente arco de medio punto, de varios pisos arcadas sobre piedra fachada. El diseño también tenía cornisas más pequeñas sobre los pisos 6, 8 y 10.

### Fachada

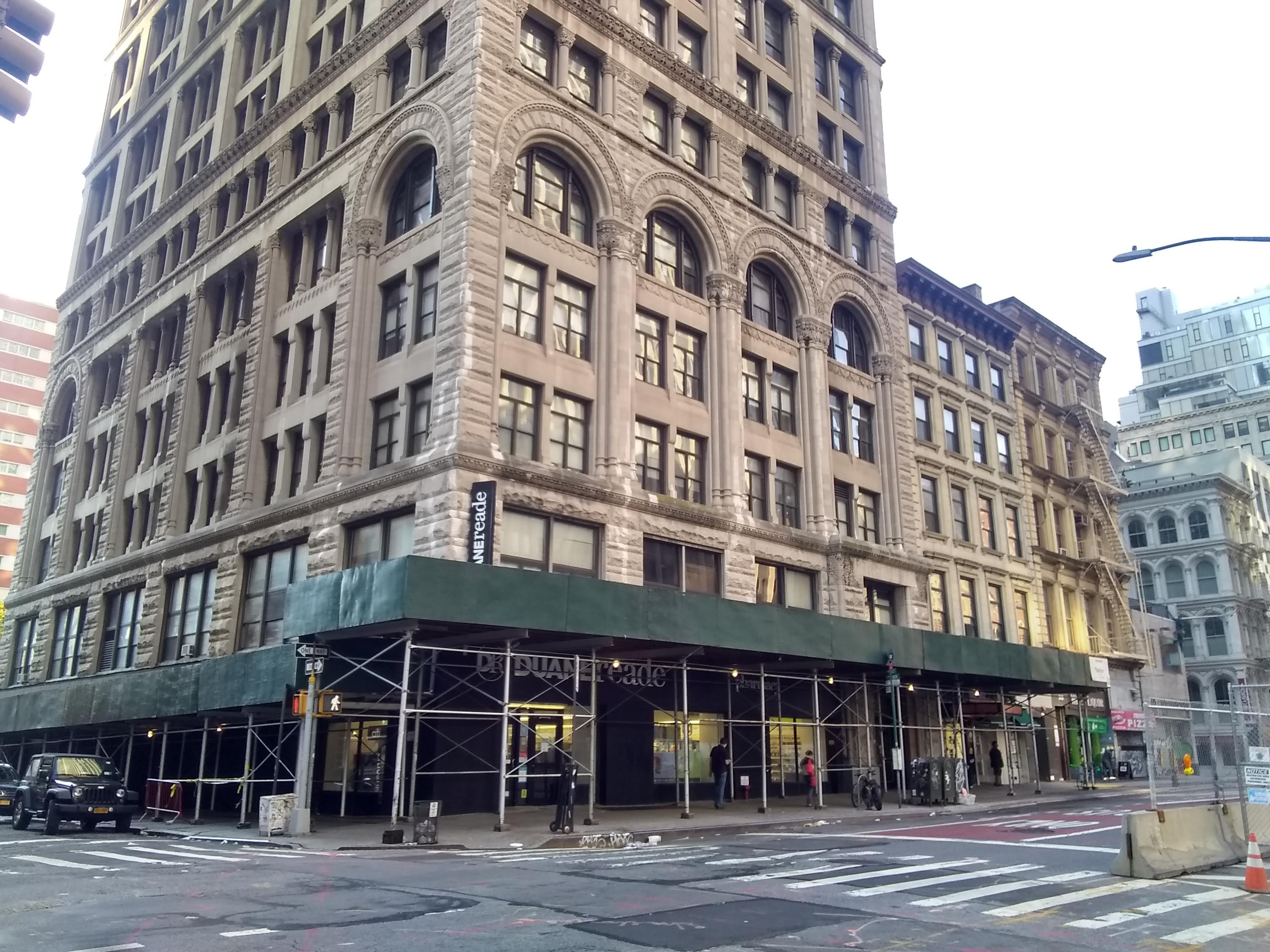
Los pisos inferiores, vistos desde Broadway y Duane Street en 2020

Las fachadas este y sur están revestidas de piedra caliza y divididas en tres secciones horizontales: una base y un eje de seis pisos cada uno, así como un capitel de un piso. Pequeñas cornisas corren por encima de los pisos 6, 8, 10 y 12. Las fachadas norte y oeste están revestidas en ladrillo liso, con aberturas de ventanas.
Está dividido verticalmente en cuatro tramos en Broadway y seis en Duane Street. Los cinco pisos más bajos contienen arcos de medio punto sostenidos por pilares de piedra rústica. Los arcos están ubicados en la fachada de Broadway, así como en las bahías más externas a lo largo de Duane Street. Estos tramos tienen dos ventanas rectangulares en cada piso, tanto dentro como por encima de los arcos. Las bahías centrales de Duane Street contienen tres ventanas en cada piso. El piso superior también está organizado como una pequeña arcada con ventanas en arco. El piso superior corre debajo de un parapeto con balaustrada. Tal como se construyó, la entrada a Broadway contenía un gran arco, pero este fue eliminado en 1923.

### Características
La estructura fue uno de los primeros rascacielos de Nueva York en utilizar unaestructura de acero en forma de jaula. Sus vigas y columnas son de acero y  están remachadas entre sí y sostenían las paredes de cada piso. En 1909, durante una reunión de la Institución de Ingenieros Civiles, CV Childs, ingeniero de Carnegie Steel, declaró que había ideado un sistema de arriostramiento contra el viento, utilizando placas de refuerzo en el extremo estrecho para reducir la distorsión; este sistema se utilizó por primera vez en el Mutual Reserve Building o en el Savoy-Plaza Hotel. Los desarrolladores del American Surety Building, otro rascacielos temprano con un esqueleto de acero completo completado en 1896, tenían la intención de modelar su proyecto según el diseño del Mutual Reserve Building.
La estructura de acero estaba revestida de ladrillo y fibrocemento. El edificio fue descrito en The New York Times como "absolutamente ignífugo", con tabiques y pisos de ladrillo. En el interior, las escaleras estaban hechas de hierro y piedra, y los pasillos estaban terminados en mármol. Cuando se abrió, tenía una rampa de correo y un reloj eléctrico en cada piso. Como se construyó originalmente, la madera solo se usó para muebles, puertas y ventanas abatibles.
El sótano albergaba la maquinaria de iluminación, vivienda y ventilación, así como un comedor para empleados y un espacio de almacenamiento. El primer piso está reservado para espacios comerciales y se colocó a nivel del suelo, a diferencia de los edificios anteriores que tenían un sótano elevado para los inquilinos del primer piso. Los vestíbulos del primer piso estaban hechos de mármol. Los pisos superiores se utilizaron principalmente como espacio de oficinas; la Mutual Reserve Association utilizó tres o cuatro de los pisos de oficinas más bajos,  mientras que los otros pisos se alquilaron a otros inquilinos. Los primeros anuncios también promocionaban una peluquería, un puesto de cigarros, una taquilla y oficinas de telégrafos y teléfonos.
Se utilizaron cuatro ascensores Otis & Brother en el edificio Mutual Reserve cuando abrió. Uno de los ascensores , que va desde el primer al quinto piso, fue utilizado únicamente por los ejecutivos de alto nivel de Mutual Reserve hasta que fue sellado en 1907. Como en otros rascacielos tempranos de la época, las puertas del ascensor en cada puerta se podían abrir independientemente de dónde estuviera físicamente el ascensor. Los ascensores estuvieron involucrados en al menos tres muertes: un hombre de negocios en 1904, un comerciante de delicatessen en 1909, y un limpiador en 1926.

## Historia

### Planificación y construcción

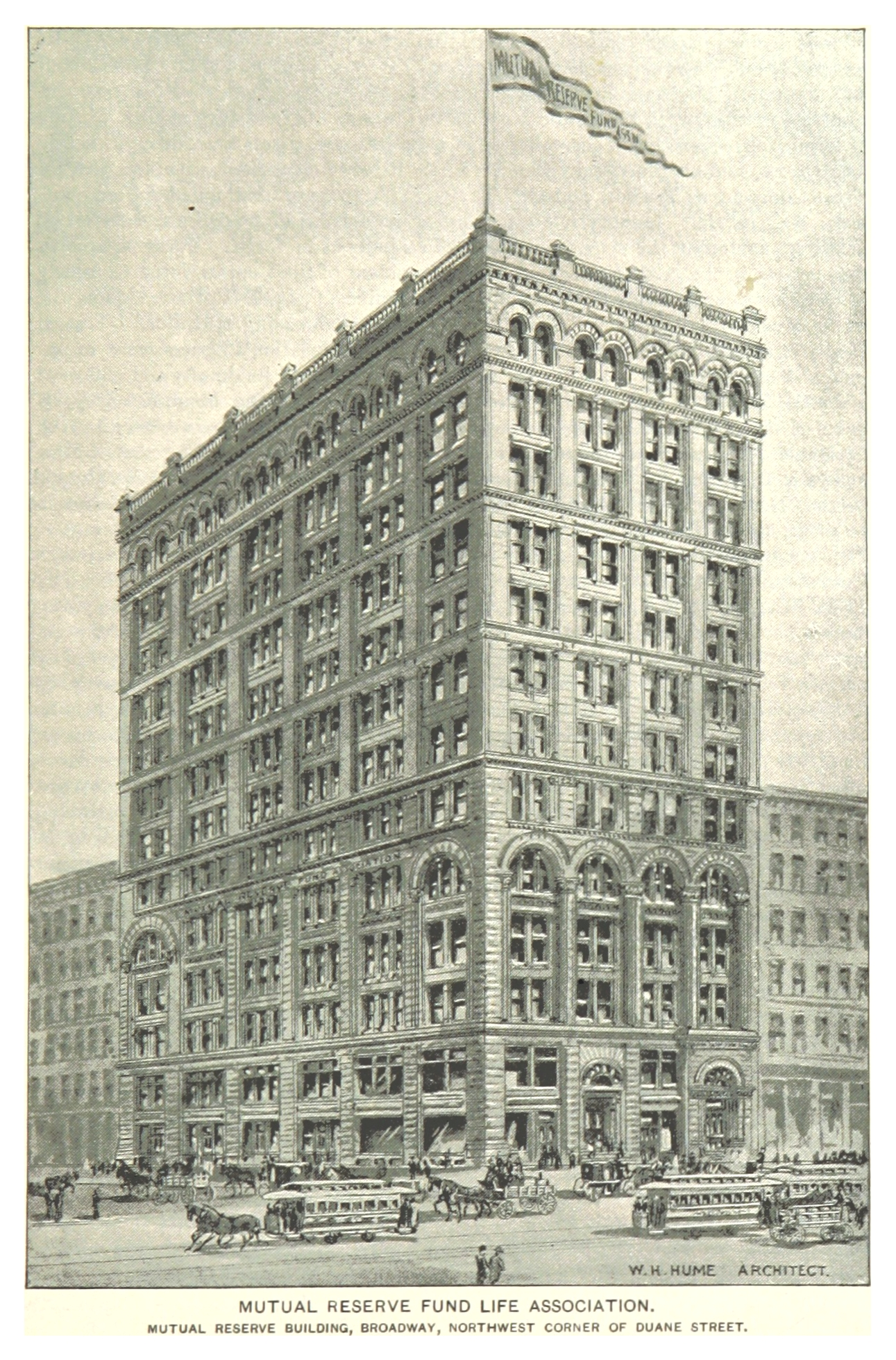
El edificio representado en el Manual del Rey de Nueva York (1893)

William Fletcher Weld, que murió en 1881, fue descrito como uno de los armadores mercantes más exitosos de Estados Unidos. Dejó un 21 millones de dólares en bienes (equivalente a 492 millones en 2019 ), gran parte de los cuales fueron para sus nietos William Fletcher Weld Jr., Charles Goddard Weld, Mary Bryant Pratt Sprague e Isabel Weld Perkins. La finca Weld compró el lote de la esquina noroeste en Broadway y Duane Street de la finca Hale en mayo de 1888 por 350 000 dólares. En ese momento, el lote contenía un edificio de ladrillo de tres pisos con un restaurante en la planta baja y oficinas en los pisos superiores. Dos años después, la finca adquirió un lote interior adyacente a esa propiedad. En enero de 1892, el Real Estate Record and Guide informó que Hume había sido contratado para diseñar un edificio de al menos 10 pisos en el lote de Weld Estate, que se construiría por al menos 600 000 dólares.
La Mutual Reserve Fund Life Association se lanzó como una compañía de seguros de vida en 1881 bajo el liderazgo de Edward Bascom Harper. En once años, se había convertido en la compañía de seguros de vida de "prima natural puramente mutua" del mundo. Cuando se anunció el edificio en enero de 1892, Mutual Reserve había acordado arrendar un espacio en el nuevo edificio de Weld Estate para su nueva sede. El contrato de arrendamiento duraría 40 años a partir del 1 de junio de 1894 y se basó en un porcentaje del costo de construcción y el valor del terreno de 500 000 dólares. Se registró que Mutual Reserve pagó 408 297 dólares por el arrendamiento, así como la construcción y el mobiliario.
Hume presentó planos en junio de 1892, por lo que se planeó como una estructura de 13 pisos. El trabajo se retrasó debido a una huelga en las fábricas de Carnegie Steel. La construcción también se vio paralizada por huelgas en la fábrica del proveedor de granito. Mutual Reserve, en un informe de enero de 1894, declaró que la obra estaría terminada para el próximo mes. Los espacios comerciales de la planta baja se habían alquilado por 30 000 dólares anuales, mientras que los pisos superiores se habían alquilado a varios inquilinos por un total combinado de 75 000 dólares anuales. El 14 de junio de 1894, doscientos invitados y empleados de Mutual Reserve asistieron a las ceremonias de dedicación en el techo. Terminado oficialmente en septiembre, el inmueble finalmente costó 1.2 millones de dólares en total.

### Uso

#### Finales delsigloXIXy principios delXX
Después de la finalización del edificio, Mutual Reserve abandonó sus antiguas dependencias en el Potter Building en la cercana Park Row. Las oficinas presidenciales y del gabinete de la empresa estaban en el cuarto piso, mientras que las oficinas generales estaban en el segundo piso. El Arkwright Club, una casa club de comerciantes, alquiló un espacio en el piso 13 por 60 000 dólares anuales entre 1893 y 1895. En las dos primeras décadas de existencia del Mutual Reserve Building, contenía las oficinas de varios inquilinos involucrados en la industria del papel y la publicación. Los inquilinos adicionales incluyeron el Co-Operative Building Bank, la Sociedad Española de Benevolencia de Nueva York, la Mutual Mercantile Agency, la Miller Bros Cutlery Company y una "Organización Nacional de Corredores de Cerebros" llamada Hapgoods. El contratista del edificio, Richard Deeves & Son, así como una sala de exposición de bicicletas y arquitectos, también ocuparon espacio. La finca Weld retuvo la propiedad , aunque William Jr. murió en 1893 y Charles e Isabel renunciaron a sus respectivas acciones en 1901 y 1907.
La Mutual Reserve Association experimentó una controversia en 1896 sobre acusaciones de mala gestión financiera, y se reorganizó como Mutual Reserve Life Insurance Company en 1902, aunque un mayor escrutinio llevó a que el vicepresidente y presidente de la compañía fueran acusados 1906. A raíz de esta controversia, el ascensor de ejecutivos privados del edificio se cerró en junio de 1907. Mutual Reserve renovó su contrato de arrendamiento en el Mutual Reserve Building en febrero de 1908 por 60 000 dólares anuales, a pesar de que la compañía acababa de entrar en suspensión de pagos. 305 Broadway se conoció como el Edificio Langdon en 1909, cuando Hume presentó planes para modificaciones menores. Probablemente debe su nombre a John Langdon Brandegee, un corredor de bolsa que era hijo del único propietario en ese momento, Mary Bryant Pratt Sprague. La Mutual Reserve Company se declaró en quiebra en 1911. A mediados de la década de 1910, el espacio de la planta baja fue ocupado por Standard Lunch Company y Emerson Shoe Company.

#### Mediados delsigloXXhasta la actualidad
En febrero de 1920, Broadway-John Street Corporation compró el Langdon de la finca Weld por alrededor de 2 millones de dólares. El nuevo propietario planeaba renovar el edificio para uso de los abogados a un costo de 40 000 a 50 000 dólares, y planeaba cambiar el nombre de la estructura a Lawyers 'Building. La compra se debió a su proximidad a los juzgados en Chambers Street y a la falta de espacio disponible para abogados en el distrito financiero. En 1923, los arquitectos Schwartz & Gross fueron contratados para reemplazar el gran arco de entrada en Broadway con una abertura "a escuadra". El Mutual Reserve Building no fue muy apreciado en el sector legal, siendo descrito como "un barrio de oficinas de abogados"  y un centro de 1920 del "inframundo de lesiones personales". Otros inquilinos durante ese tiempo incluyeron al proveedor de metales Herman J. Heght Inc.; los litógrafos fusionados de América; la firma de arquitectura Marcus Contracting Company; el arquitecto George F. Hardy; y una ubicación temporal de la Sinagoga de Wall Street.
El edificio fue vendido en 1940 a Downtown Renting Company y fue refinanciado por 300 000 dólares. En ese momento, 305 Broadway estaba completamente alquilado, y la mayoría de los inquilinos eran abogados. Cinco años más tarde,se vendió a Broaduane Corporation. La Asociación del Foro Judío, que publicó una revista llamada Foro Judío, operó en el edificio en la década de 1940. Durante la siguiente década, muchas agencias del gobierno del estado de Nueva York comenzaron a mudarse. La Compañía 305 de Broadway, dirigida por Sylvan Lawrence y Seymour Cohn, lo compró en 1957. Dos años más tarde, 305 Broadway se vendió nuevamente a Joseph y Louis Lefkowitz de Broadway Duane Associates, quienes lo alquilaron a los propietarios anteriores. Después de la compra, Louis Lefkowitz cambió el nombre de 305 Broadway de Broadway Duane Building a Lawyers Equity Building.
Durante la década de 1960, los departamentos de Bienes Raíces y Reubicación del gobierno de la ciudad también ocuparon un espacio en 305 Broadway. El edificio también sirvió como la primera sede permanente de la Comisión de Preservación de Monumentos Históricos de Nueva York (LPC) de 1967 a 1980. El arrendamiento fue cedido a 305 Broadway Corporation, dirigida por Louis Lefkowitz, en 1969. La tasa de arrendamiento y la propiedad se unieron en 1975 bajo la Compañía 305 Broadway. En 1980, Herman Abbott compró el edificio entonces vacío, con la intención de convertirlo en oficinas. Reade Broadway Associates compró el edificio dos años después. El LPC programó audiencias en 1989 para la posibilidad de conferir la designación de hito de la ciudad al 305 Broadway. El edificio se convirtió oficialmente en un hito de la ciudad en 2011. Es una de las varias sedes de compañías de seguros de vida que quedan en la sección más al sur de Broadway, junto con el Clock Tower Building y el Home Life Building.

## Recepción crítica
Moses King, en su edición de 1893 del King's Handbook of New York, se refirió al 305 de Broadway como "uno de los mejores edificios de oficinas de la ciudad", y lo describió como "una obra maestra de la arquitectura". El mismo año, el New-York Tribune escribió que el diseño del Mutual Reserve Building "ha despertado la admiración de todos los que lo han visto". Las características ignífugas fueron inspeccionadas en una visita de 1895 dirigida por William Hume y el director gerente G. H. Wooster, lo que llevó a The New York Times a afirmar que "la construcción científica moderna no puede ir más allá". En la National Cyclopaedia of American Biography de 1897, el Mutual Reserve Building se caracterizó como "un monumento imperecedero al buen juicio y las habilidades comerciales del" presidente de Mutual Reserve, Edward B. Harper. El Tribune, en 1898, describió su diseño como "perfectamente" proporcionado y la disposición de la fachada como "admirable".